# Gerichtsbezirk Levico
Der Gerichtsbezirk Levico war ein dem Bezirksgericht Levico unterstehender Gerichtsbezirk in der Gefürsteten Grafschaft Tirol. Der Gerichtsbezirk im Trentino gehörte zum Bezirk Borgo.
Nach dem Ersten Weltkrieg musste Österreich den gesamten Gerichtsbezirk an Italien abtreten.

## Geschichte
Der Gerichtsbezirk Levico wurde durch eine 1849 beschlossene Kundmachung der Landes-Gerichts-Einführungs-Kommission geschaffen und umfasste ursprünglich die neun Gemeinden Caldonazzo, Casotto, Lavarone, Levico, Lusern, Pedemonte, Senta, Vattaro und Vosentino.
Der Gerichtsbezirk Levico bildete im Zuge der Trennung der politischen von der judikativen Verwaltung
ab 1868 gemeinsam mit dem Gerichtsbezirken Borgo und Strigno den Bezirk Borgo.
Der Gerichtsbezirk Levico wies 1869 eine Bevölkerung von 14.611 Personen auf.
1910 wurden für den Gerichtsbezirk 15.463 Personen ausgewiesen, von denen 944 Deutsch (6,1 %) und 14.232 Italienisch oder Ladinisch (92,0 %) als Umgangssprache angaben. Die deutschsprachige Minderheit lebte dabei fast ausschließlich in der Gemeinde Lusern (italienisch Luserna), wo sie mit einer Einwohnerzahl von 735 Personen und einem Bevölkerungsanteil von 87 % die absolute Bevölkerungsmehrheit stellte. Lusern ist eine der bekanntesten und am besten erhaltenen deutschen Sprachinseln der Zimbern in Oberitalien.
Durch die Grenzbestimmungen des am 10. September 1919 abgeschlossenen Vertrages von Saint-Germain wurde der Gerichtsbezirk Levico zur Gänze Italien zugeschlagen.

## Gerichtssprengel
Der Gerichtssprengel umfasste 1910 die zehn Gemeinden Bosentino, Calceranica, Caldonazzo, Casotto, Centa, Lavarone, Levico, Lusern, Pedemonte und Vattaro.